# 카를로비바리 공항
카를로비바리 공항(체코어: Letiště Karlovy Vary)은 체코 카를로비바리 도심에서 남쪽으로 약 6km 거리에 위치한 공항이다.
1929년에 공사를 시작하여 1931년 5월 15일에 개항했다. 제2차 세계 대전 당시에는 체코슬로바키아를 점령한 루프트바페의 비행장으로 사용되었다가 파괴되었고, 이후에 재건하여 1946년에 민간 운항을 재개하였다. 1952년에는 현재의 활주로를 완공하였으며, 1980년대에는 시설을 재정비하여 1989년에 국제공항으로 바뀌었다. 2009년에는 공항 확장 공사를 마쳤다.
1개의 터미널이 있다. 취항하고 있는 항공사는 러시아 포베다 항공이 있는데, 모스크바에 위치한 브누코보 국제공항을 연결하는 노선이 운행되고 있다. 원래는 체코 항공도 취항했었으나 현재는 단항하였다.